# MG 131
MG 131 (Duits: Maschinengewehr 131) was een Duits machinegeweer dat door Luis Stange en Rheinmetall in opdracht van de Luftwaffe was ontwikkeld. Het werd
tijdens de Tweede Wereldoorlog (1940-'45) geproduceerd door het Duitse bedrijf Rheinmetall. Deze mitrailleur was bestemd voor vaste of flexibele opstelling in vliegtuigen, en het werd dan ook gebruikt door de Luftwaffe.
Het kaliber was 13 mm (patroon met kraaghuls 13 x 64 mm) en er konden brisantgranaten, brisantbrandgranaten en pantsergranaten, al dan niet voorzien van een lichtspoorelement, mee worden afgeschoten.